# Wuling Victory
Le Wuling Victory est un monospace cinq portes et sept places produit par la coentreprise sino-américaine SAIC-GM-Wuling pour sa marque Wuling à partir de 2020,,.